# Occitaans voetbalelftal (mannen)
Het Occitaans voetbalelftal is een team van voetballers dat het taalgebied Occitanië vertegenwoordigt bij internationale wedstrijden. Occitanië is lid van de ConIFA, een voetbalbond die bestemd is voor de landen die geen lid zijn van de FIFA en de UEFA. Occitanië is dus uitgesloten van deelname aan het WK en het EK.

## Regionale selecties
Binnen het cultuur- en taalgebied Occitanië liggen ook historische landstreken die hun eigen voetbalteams hebben, zoals het Provençaals voetbalelftal (Occitaans: Provença) of het voetbalelftal van het Graafschap Nizza (Occitaans: Niça). Occitanië overkoepelt deze regio's op cultureel en taalkundig vlak. Daarom kunnen spelers die voor een van deze regionale teams hebben gespeeld, ook uitkomen voor het Occitaans voetbalelftal.